# Кастелно Пегерол
Кастелно Пегерол (фр. Castelnau-Pégayrols) насеље је и општина у јужној Француској у региону Миди Пирене, у департману Аверон која припада префектури Мијо.
По подацима из 2011. године у општини је живело 336 становника, а густина насељености је износила 6,34 становника/km². Општина се простире на површини од 53,01 km². Налази се на средњој надморској висини од 800 метара (максималној 1.102 m, а минималној 421 m).

## Демографија
| 1962. | 1968. | 1975. | 1982. | 1990. | 1999. | 2011. |
| ----- | ----- | ----- | ----- | ----- | ----- | ----- |
| 390   | 428   | 334   | 311   | 295   | 282   | 336   |

График промене броја становника у току последњих година